# Pablo Frers
Pablo Frers (ur. 1881 – zm. 1960) – argentyński piłkarz, grający podczas kariery na pozycji napastnika.

## Kariera klubowa
Pablo Frers piłkarską karierę rozpoczął w Belgrano AC. Z Belgrano zdobył mistrzostwo Argentyny w 1904.
W latach 1907–1917 występował w Racing Club de Avellaneda. Z Racingiem pięciokrotnie zdobył mistrzostwo Argentyny w 1913, 1914, 1915, 1916 i 1917.

## Kariera reprezentacyjna
Jedyny raz w reprezentacji Argentyny Frers wystąpił 15 sierpnia 1905 w zremisowanym 0-0 meczu z Urugwajem, którym był pierwszym meczem w ramach Copa Lipton.